# S. William Hinzman
S. William Hinzman (Coraopolis, 24 ottobre 1936 – Darlington, 5 febbraio 2012) è stato un attore e direttore della fotografia statunitense.
Il suo primo ruolo è quello del 1968 nel film La notte dei morti viventi, nel quale interpretava uno zombi (il primo zombi apparso in un film) nel cimitero all'inizio del film. È rimasto sempre nel campo dell'horror recitando in altri film quali La stagione della strega (1972) o La città verrà distrutta all'alba (1973).

## Filmografia parziale

### Direttore della fotografia
- The Amusement Park, regia di George A. Romero (1975)